# Śnieguliczka biała

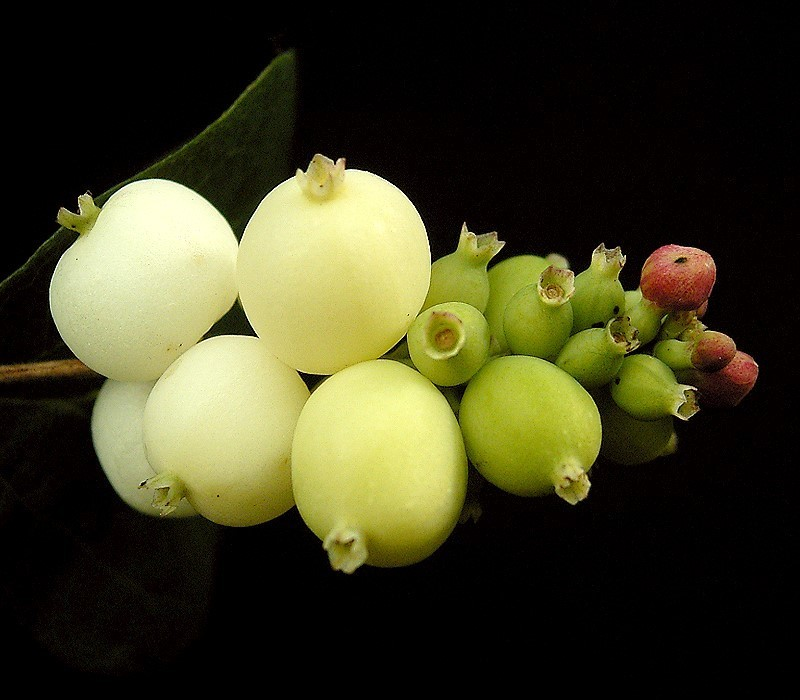
Owoce

Śnieguliczka biała, ś. białojagodowa (Symphoricarpos albus Duhamel) – gatunek krzewu z rodziny przewiertniowatych. Pochodzi z zachodniej części Ameryki Północnej, gdzie występuje od Kalifornii po Alaskę. W Europie notowana od 1789. Spotyka się ją jako roślinę uprawną lub zdziczałą. W Polsce notowana od 1824; jest powszechnie uprawiana, łatwo dziczeje i jest inwazyjna. Ma niewielkie wymagania siedliskowe, jest odporna na mróz, zacienienie, suszę i zanieczyszczenie powietrza, stąd lokalnie dziczeje, utrzymując się dłużej. Roślina trująca. Cenny krzew miododajny. Ergazjofigofit, lokalnie epekofit.

## Morfologia
PokrójKrzew o wysokości 1–3 m. Gałęzie prosto wzniesione, cienkie, czworokanciaste, szarawe, puste w środku.
LiścieNaprzeciwległe, krótkoogonkowe, jajowate, dwubarwne (spód blaszki liściowej jaśniejszy), niebieskawozielone, ok. 4 cm długości, całobrzegie.
KwiatyKwiaty 4–5 krotne, różowo-białe, siedzące lub krótkoszypułkowe, zebrane po kilka do kilkunastu w szczytowe nibykłosy. Kielich drobny, 5-ząbkowy, 5-łatkowa, beczułkowata i owłosiona wewnątrz korona, 1 słupek i 5 pręcików.  Kwiaty rozwijają się przez całe lato, dzięki czemu pszczoły mogą zbierać nektar przez długi czas.
OwoceJagodokształtny biały, gąbczasty pestkowiec, średnicy 10–15 mm, z nielicznymi nasionami (pestkami) wewnątrz. Odmiana 'White Hedge' charakteryzuje się dużymi, białymi owocami.
PędMłode pędy są owłosione.

## Roślina trująca
Owoce zawierają saponiny i alkaloidy powodujące zatrucia po spożyciu ich w dużej ilości. Objawami są początkowo wymioty, przeczyszczenie, podrażnienie przewodu pokarmowego, a po wchłonięciu – porażenie ośrodkowego układu nerwowego (majaczenia i śpiączka). Zatrucia leczy się płukaniem żołądka i objawowo.

## Zastosowanie
- Roślina ozdobna. Często sadzona w parkach, na skwerach i w ogródkach przydomowych. Szczególnie polecana jest na żywopłoty, bowiem dość dobrze znosi cięcie i po przycięciu się zagęszcza. Jest wytrzymała na mróz oraz suszę i mało wymagająca w stosunku do gleby – rośnie dobrze nawet na glebach bardzo jałowych, suchych i kamienistych. Jest odporna na zanieczyszczenia powietrza. Łatwo rozmnaża się z odrostów korzeniowych. Jej ozdobą są białe, średniej wielkości owoce, które bardzo długo utrzymują się na roślinie i zdobią krzew jesienią i zimą. Ponieważ dosyć dobrze znosi zacienienie, może być sadzona pod drzewami.
- Roślina miododajna.

## Siedlisko i występowanie w Polsce
Rośnie w pobliżu miejsc uprawy i tam, gdzie uprawę dawno zarzucono. Rośnie na nieużytkach, w opuszczonych parkach i ogrodach, zaroślach przydrożnych i na skrajach lasu.